# 44e division d'infanterie (États-Unis)
Pour les articles homonymes, voir 44e division d'infanterie.
La 44e division d'infanterie (44th Infantry Division) est une division de l'US Army, active entre 1920 et 1954, prenant part à la Seconde Guerre mondiale.

## Histoire

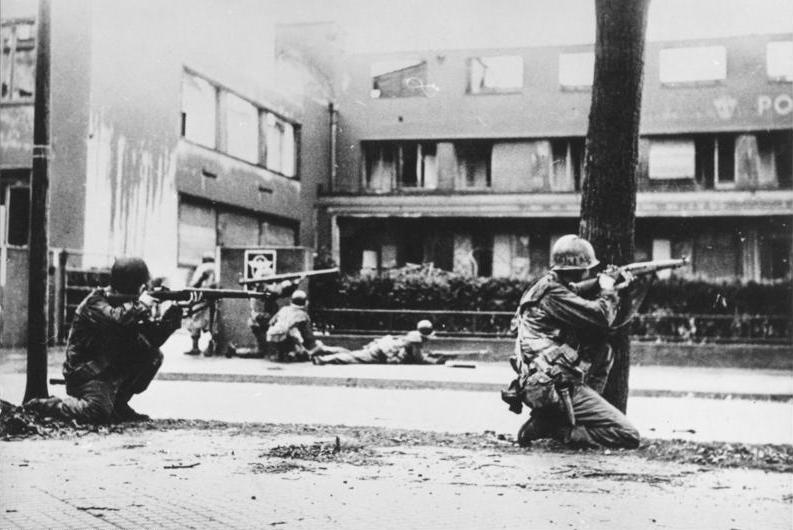
Soldats de la faisant face à des snipers à Mannheim.

Elle est créée en 1920 comme division de l'Army National Guard dans le cadre de l'extension de celle-ci. Elle comprend des unités de la garde nationale des États du Delaware, du New Jersey et de New York. Elle est formellement reconnue au niveau fédéral le 26 mars 1924. Dès l'entrée en guerre des États-Unis le 7 décembre 1941, une équipe de combat régimentaire issue du 113e régiment d'infanterie est détachée de la division pour défendre la côte est américaine entre New York et Philadelphie. Jusqu'en 1944, elle participe à diverses manœuvres d'entraînement avant de débarquer à Cherbourg le 15 septembre 1944. Elle est envoyée sur le front le 18 novembre 1944 pour relever la 79e division d'infanterie dans les environs de la forêt de Parroy, à l'est de Lunéville. Incorporée au sein de la 7e Armée, elle doit défendre plusieurs cols du massif des Vosges. Elle prend Avricourt le 17 novembre et progresse vers Strasbourg aux côtés de la 2e division blindée. Elle prend l'ensemble de Bitche sur la ligne Maginot et occupe des positions défensives à l'est de Sarreguemines entre les 21 et 23 décembre, empêchant à trois reprises les Allemands de franchir la Blies. Au cours de ces épisodes, certaines de ses unités sont parfois encerclées. Ainsi, le 1er janvier 1945, une partie de la division est bloquée à Wœlfling-lès-Sarreguemines et lors des combats, le sergent Charles Andrew MacGillivary s'illustre en remportant la seule Medal of Honor de la division.
L'unité reste dans les environs de Sarreguemines jusqu'à la fin du mois de mars, quand elle participe à la traversée du Rhin le 26 mars puis de la Neckar, capturant Mannheim les 28 et 29 mars. Elle franchit ensuite le Main au début du mois d'avril. Le 18 avril, elle repart à l'offensive avec la 10e division blindée, prenant Ehingen le 23 avril, avant de traverser le Danube pour s'emparer de Füssen et Wertach, en direction de l'Autriche et d'Imst. Le 2 mai, la division capture un groupe de scientifiques allemands ayant travaillé sur les fusées V2, parmi lesquels Wernher von Braun. Elle continue ensuite à poursuivre un ennemi en déroute à travers le col de Fern et dans la vallée de l'Inn. À partir du 8 mai, elle occupe quelque temps des missions d'occupation avant de revenir sur le sol américain en juillet 1945 pour être redéployée par dans le Pacifique mais la capitulation japonaise le 2 septembre met un terme à ce projet. L'unité est désactivée à la fin de l'année.
Elle réapparaît dès 1946 dans la Garde nationale de l'Illinois avant de passer sous commandement fédéral lors de la guerre de Corée. Elle est désactivée en 1954.

## Composition

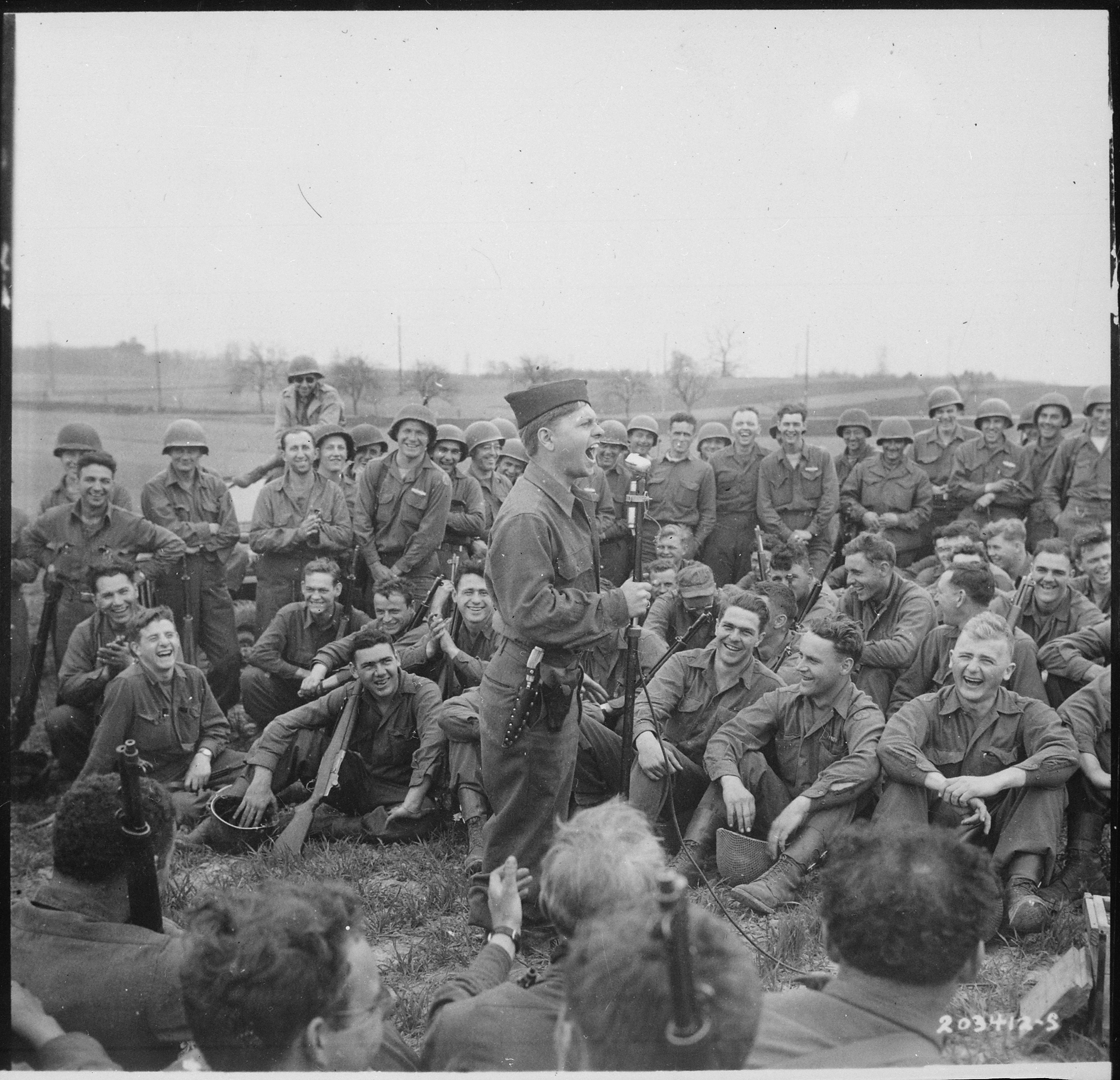
L'acteur Mickey Rooney divertissant les soldats de la en Allemagne en avril 1945.

L'ordre de bataille de la division en 1942 est le suivant :
- 71e régiment d'infanterie (71st Infantry Regiment) ;
- 114e régiment d'infanterie (114th Infantry Regiment) ;
- 324e régiment d'infanterie (324th Infantry Regiment) ;
- 156e bataillon d'artillerie de campagne (156th Field Artillery Batallion) ;
- 157e bataillon d'artillerie de campagne (157th Field Artillery Batallion) ;
- 217e bataillon d'artillerie de campagne (217th Field Artillery Batallion) ;
- 220e bataillon d'artillerie de campagne (220th Field Artillery Batallion) ;
- 44e section de reconnaissance (44th Reconnaissance Troop) ;
- 44e peloton de police militaire (44th Military Police Platoon) ;
- 119e bataillon médical (119th Medical Batallion) ;
- 63e bataillon du génie (63rd Engineer Combat Batallion) ;
- 44e compagnie de transmission (44th Signal Company).

## Commandants
- Major-général Robert Sink : novembre 1953-octobre 1954